# مادارها

استان قوستانای قزاقستان

مادارها یا مجارها یا مادی یارها (به انگلیسی: Madjars) یک گروه قومی  ترک هستند که در قزاقستان زندگی می‌کنند. بین هزار تا دو هزار نفر جمعیت دارند و اغلب در استان قوستانای ساکن هستند.

## اصطلاح
محقق ترک‌شناس، ایمره باسکی (Imre Baski) ادعا می‌کند که اصطلاح مادجار به معنای مسلمان مؤمن، دوست یا پیرو محمد، الله دوست، خدادوست، محمدیار یا محمددوست است. مادی - یار ثابت شده که یک ترکیب از ریشه عربی - فارسی است.

## ژنتیک
مادارها میزان بالایی از کروموزوم Y هاپلوگروپ جی-ام۲۰۱ را نشان می‌دهند.  از نظر نام‌شناسی گاهی برخی از کارشناسان مانند آندری زولت بیرو (András Zsolt Bíró) آن‌ها را با مجارها (هونگرین‌ها) مرتبط درنظر می‌گیرند. در حقیقت، هاپلوگروپ جی در مجارستان نادر است (با نرخ حدود ۳ درصد) و در قسمت‌هایی از اروپای غربی و جنوبی (به عنوان مثال ایتالیا و فرانسه) نرخ بسیار بالاتری دارد. جمعیت جنوب آلمان نسبت به جمعیت مجارستان میزان بالاتری از هاپلوگروپ جی دارد. به علاوه، ایمره باسکی نتیجه گرفت که نام گروه قومی مادیار (ساکن در شمال قزاقستان) با مگیار (مجار) مرتبط نیست و بنابراین نمی‌تواند به عنوان اثباتی برای رابطه مادیار و مگیار (مجار) باشد.